# Tegernsee
Tegernsee é uma cidade spa da Alemanha localizada no distrito de Miesbach, região administrativa de Alta Baviera, estado da Baviera. Tem esse nome por causa do lago Tegernsse, que se estende pela cidade.
Está dentro do distrito de Miesbach, aproximadamente a 50 km ao sul de Munique. O Tirol e a Áustria estão cerca de 20 km longe de Tegernsee. Devido à beleza de sua paisagem alpina e à sua história rica, a cidade e a área que circunda o lago são uma grande atração turística, com vários spas e instalações esportivas tanto para o verão como para o inverno. De acordo com o censo demográfico de 2004, a cidade tem uma população de 5 mil habitantes, enquanto que o vale inteiro do lago Tegernsee tem 32 mil.
|Amt                        =
|Gemeindeverwaltungsverband =
|Samtgemeinde               =
|Verbandsgemeinde           =
|Verwaltungsgemeinschaft    =
|Verwaltungsverband         =
Outras cidades do lago Tegernsee são Kreuth, Bad Wiessee, Gmund am Tegernsee e Rottach-Egern.

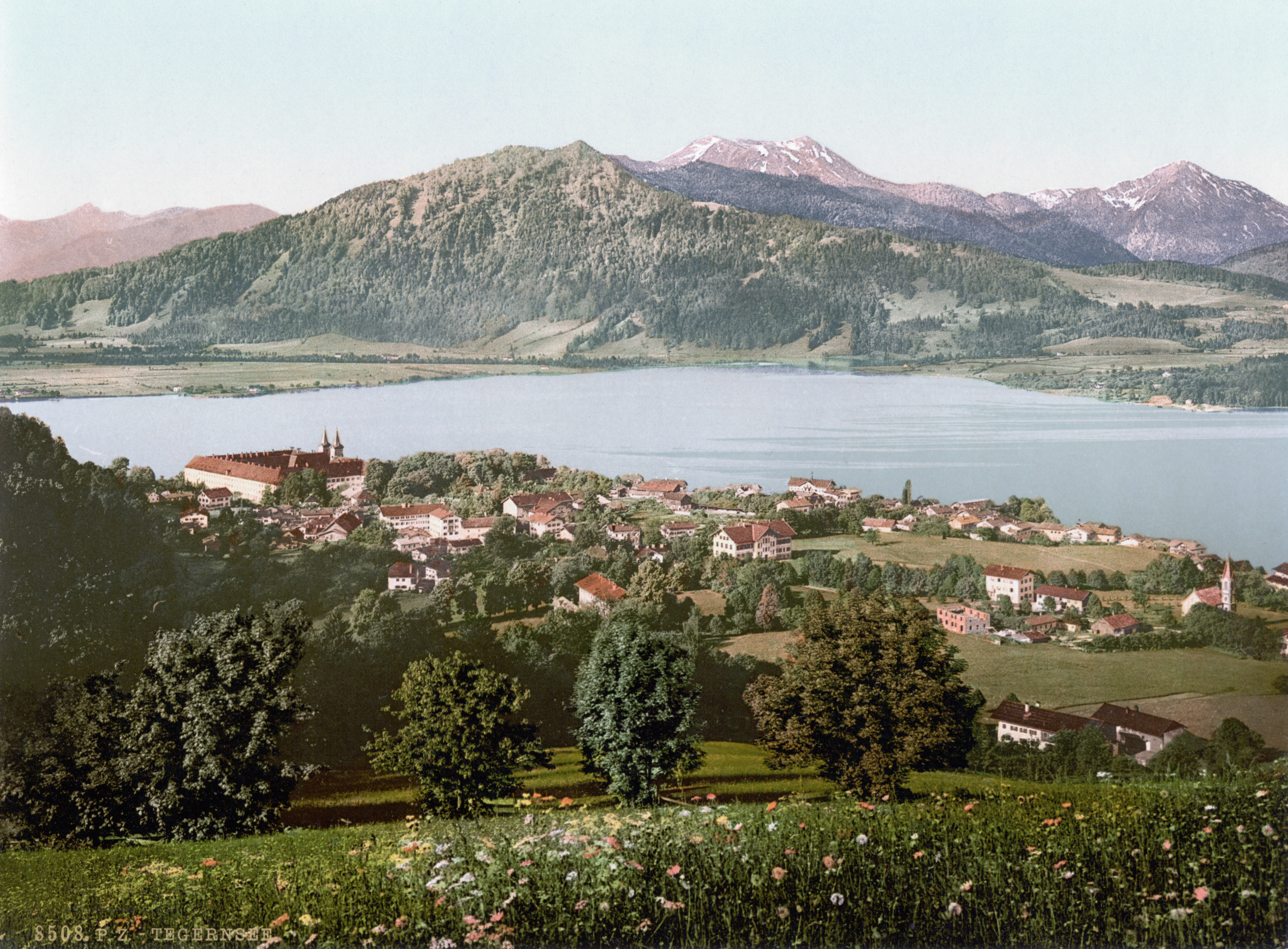
Um cartão-postal de Tegernsee de 1900.

A abadia de Tegernsee foi fundada em 746, por monges beneditinos, e teve uma grande influência no desenvolvimento do sul da Baviera. Em 1803, o monastério foi secularizado e se tornou uma residência de verão da família real bavária, os Wittelsbach, a qual trouxe a vida da corte e visitantes ao lago. O historiador inglês Lorde Acton faleceu aqui em 1902.